# El paciente interno (documental mexicano)
El paciente interno es un documental mexicano dirigido por Alejandro Solar Luna y producido como parte del programa de operas primas del Centro Universitario de Estudios Cinematográficos de la Universidad Nacional Autónoma de México.

## Sinopsis
Aborda, a partir de la investigación periodística de Gustavo Castillo García, el caso de Carlos Francisco Castañeda de la Fuente, católico hijo de padres cristeros, quien el 5 de febrero de 1970, a los 29 años de edad, trató infructuosamente de asesinar al entonces presidente mexicano Gustavo Díaz Ordaz, como venganza personal en contra de los eventos del 2 de octubre de 1968. El único disparo que hizo con su pistola Luger se incrustó en un vehículo que no transportaba al Presidente sino al general Marcelino García Barragán, en ese entonces secretario de la Defensa Nacional (véase Movimiento de 1968 en México), y por esa razón pasó 23 años de su vida encerrado en el hospital psiquiátrico Samuel Ramírez Moreno. El expediente del caso formó parte de las investigaciones de la Fiscalía Especial para Movimientos Sociales y Políticos del Pasado (Femospp).
El documental describe las condiciones que vivió (tortura, indiferencia, injusticia, negligencia administrativa en el hospital, burocracia) tanto en el hospital psiquiátrico como ante los mandos policíacos. La obra se estrenó el 2 de marzo del 2012 en el Festival Internacional de Cine en Guadalajara, el 3 de octubre del 2013 en la Cineteca Nacional y el 4 de octubre en 15 salas comerciales. Fue nominada a un Premio Ariel de la Academia Mexicana de Artes y Ciencias Cinematográficas.